# Khandwa
Khandwa é uma cidade e uma corporação municipal no distrito de East Nimar, no estado indiano de Madhya Pradesh.

## Geografia
Khandwa está localizada a 21° 50′ N, 76° 20′ L. Tem uma altitude média de 313 metros (1026 pés).

## Demografia
Segundo o censo de 2001, Khandwa tinha uma população de 171 976 habitantes. Os indivíduos do sexo masculino constituem 52% da população e os do sexo feminino 48%. Khandwa tem uma taxa de literacia de 71%, superior à média nacional de 59,5%: a literacia no sexo masculino é de 77% e no sexo feminino é de 66%. Em Khandwa, 13% da população está abaixo dos 6 anos de idade.